# Saison 2003 de l'équipe cycliste AG2R Prévoyance
La saison 2003 de l'équipe cycliste AG2R Prévoyance est la douzième de cette équipe, lancée en 1992 et dirigée par Vincent Lavenu.

## Coureurs et encadrement technique

### Effectif
L'équipe est composée de 19 coureurs et 3 stagiaires,,.
Laurent Paumier a rejoint l'équipe AG2R Prévoyance juste avant le Tour de France 2002, mais n'en a jamais porté les couleurs. Contrôlé positif au GP du Midi-Libre, il a été suspendu en interne . Il a quitté l'équipe en cours de saison 2003, sans jamais en avoir porté le maillot.
Lauri Aus est décédé lors d'une sortie d'entraînement le 20 juillet, renversé par un camion .
| Cycliste             | Date de naissance | Nationalité | Équipe 2002                                  |
| -------------------- | ----------------- | ----------- | -------------------------------------------- |
| Christophe Agnolutto | 6 décembre 1969   | France      | AG2R Prévoyance                              |
| Mikel Astarloza      | 17 novembre 1979  | France      | AG2R Prévoyance                              |
| Lauri Aus            | 4 novembre 1970   | Estonie     | AG2R Prévoyance                              |
| Stéphane Bergès      | 9 janvier 1975    | France      | AG2R Prévoyance                              |
| Alexandre Botcharov  | 26 février 1975   | Russie      | AG2R Prévoyance                              |
| Laurent Brochard     | 26 mars 1968      | France      | Jean Delatour                                |
| Inigo Chaurreau      | 14 avril 1973     | Espagne     | AG2R Prévoyance                              |
| Andy Flickinger      | 4 novembre 1978   | France      | AG2R Prévoyance                              |
| Nicolas Inaudi       | 21 janvier 1978   | France      | AG2R Prévoyance                              |
| Jaan Kirsipuu        | 17 juillet 1969   | Estonie     | AG2R Prévoyance                              |
| Julien Laidoun       | 24 janvier 1980   | France      | AG2R Prévoyance                              |
| Thierry Loder        | 15 décembre 1975  | France      | AG2R Prévoyance                              |
| Christophe Oriol     | 28 février 1973   | France      | AG2R Prévoyance                              |
| Laurent Paumier      | 9 mars 1973       | France      | AG2R Prévoyance                              |
| Nicolas Portal       | 23 avril 1979     | France      | AG2R Prévoyance                              |
| Erki Pütsep          | 25 mai 1976       | Estonie     | EC Saint-Étienne-Loire (équipe amateur)      |
| Mark Scanlon         | 10 octobre 1980   | Irlande     | VC La Pomme Marseille (équipe amateur)       |
| Olivier Trastour     | 30 décembre 1971  | France      | AG2R Prévoyance                              |
| Ludovic Turpin       | 22 mars 1975      | France      | AG2R Prévoyance                              |
| Stagiaire            | Date de naissance | Nationalité | Équipe 2003                                  |
| Maxime Armataffet    | 10 juillet 1979   | France      | Chambéry Cyclisme Formation (équipe amateur) |
| Lloyd Mondory        | 26 avril 1982     | France      | Jean Floc'h-Moréac 56 (équipe amateur)       |
| Thomas Terrettaz     | 25 août 1981      | France      | Chambéry Cyclisme Formation (équipe amateur) |

### Encadrement
L'équipe est dirigée par Vincent Lavenu, Laurent Biondi et Gilles Mas .

## Bilan de la saison

### Victoires
L'équipe remporte 24 victoires ,,,.
| Date       | Course                                             | Pays      | Classe | Vainqueur        |
| ---------- | -------------------------------------------------- | --------- | ------ | ---------------- |
| 26/01/2003 | Tour Down Under                                    | Australie | 2.3    | Mikel Astarloza  |
| 02/02/2003 | GP de la Côte Etrusque                             | Italie    | 1.3    | Jaan Kirsipuu    |
| 09/02/2003 | 5e étape de l'Étoile de Bessèges                   | France    | 2.3    | Jaan Kirsipuu    |
| 23/02/2003 | Classic Haribo                                     | France    | 1.3    | Jaan Kirsipuu    |
| 09/03/2003 | 3e étape des Trois jours de la Flandre Occidentale | Belgique  | 2.3    | Jaan Kirsipuu    |
| 09/03/2003 | Trois jours de la Flandre Occidentale              | Belgique  | 2.3    | Jaan Kirsipuu    |
| 30/03/2003 | 2e étape du Critérium International                | France    | 2.1    | Laurent Brochard |
| 30/03/2003 | Critérium International                            | France    | 2.1    | Laurent Brochard |
| 20/04/2003 | Tour de Vendée                                     | France    | 1.3    | Jaan Kirsipuu    |
| 22/04/2003 | Paris-Camembert                                    | France    | 1.2    | Laurent Brochard |
| 09/05/2003 | 3e étape des Quatre jours de Dunkerque             | France    | 2.1    | Jaan Kirsipuu    |
| 24/05/2003 | 5e étape du Tour de Castille-et-Leon               | Espagne   | 2.3    | Laurent Brochard |
| 24/05/2003 | GP de Tartu                                        | Estonie   | 1.3    | Jaan Kirsipuu    |
| 22/06/2003 | 2e étape de la Route du Sud                        | France    | 2.3    | Ludovic Turpin   |
| 27/06/2003 | Championnat d'Espagne Clm                          | Espagne   | CN     | Inigo Chaurreau  |
| 27/06/2003 | Championnat d'Estonie Clm                          | Estonie   | CN     | Jaan Kirsipuu    |
| 29/06/2003 | Championnat d'Irlande                              | Irlande   | CN     | Mark Scanlon     |
| 29/07/2003 | 2e étape du Tour de la Région Wallonne             | Belgique  | 2.3    | Stéphane Bergès  |
| 12/08/2003 | 1re étape du Tour du Danemark                      | Danemark  | 2.2    | Mark Scanlon     |
| 14/08/2003 | 3e étape du Tour de l'Ain                          | France    | 2.3    | Ludovic Turpin   |
| 16/08/2003 | 5e étape du Tour du Danemark                       | Danemark  | 2.2    | Jaan Kirsipuu    |
| 24/08/2003 | GP de Plouay                                       | France    | 1.HC   | Andy Flickinger  |
| 28/08/2003 | 3e étape du Tour du Poitou-Charentes               | France    | 2.3    | Jaan Kirsipuu    |
| 26/09/2003 | 1re étape de Paris-Corrèze                         | France    | 2.3    | Jaan Kirsipuu    |